# Westinsana
Westinsana (indonesisch Insana Barat) ist ein indonesischer Distrikt (Kecamatan) im Westen der Insel Timor.

## Geographie
| „Dorf“ (Desa) | Verwaltungssitz | Fläche    | Einwohner | Bevölkerungs- dichte |
| ------------- | --------------- | --------- | --------- | -------------------- |
| Subun         | Tatan           | 7,15 km²  | 731       | 102                  |
| Lapeom        | Fatulam         | 8,65 km²  | 781       | 90                   |
| Usapinonot    | Usapinonot      | 9,00 km²  | 787       | 87                   |
| Unini         | Kuanek          | 21,00 km² | 1.622     | 77                   |
| Letneo        | Lensese         | 9,00 km²  | 1.276     | 142                  |
| Banae         | Tuamau          | 20,00 km² | 1.652     | 83                   |
| Admen         | Baat            | 6,00 km²  | 746       | 124                  |
| Südletneo     | Saknaeb         | 7,00 km²  | 678       | 97                   |
| Nifunenas     | Usapipukan      | 14,70 km² | 458       | 31                   |
| Subun Tualele | Suspini         | 4,20 km²  | 659       | 157                  |
| Subun Bestobe | Bestobe         | 7,00 km²  | 536       | 77                   |
| Oabikase      | Oabikase        | 4,00 km²  | 370       | 93                   |

Der Distrikt befindet sich im Süden des Regierungsbezirks Nordzentraltimor (Timor Tengah Utara) der Provinz Ost-Nusa-Tenggara (Nusa Tenggara Timur). Im Osten liegt der Distrikt Insana, im Süden Südbikomi (Bikomi Selatan), im Westen Kefamenanu, im Nordwesten Ostmiomaffo (Miomaffo Timur) und im Norden Zentralinsana (Insana Tengah).
Westinsana hat eine Fläche von 117,70 km² und teilt sich in die zwölf Desa Subun, Lapeom, Usapinonot, Unini, Letneo, Banae, Admen, Südletneo (Letneo Selatan), Nifunenas, Subun Tualele, Subun Bestobe und Oabikase. Der Verwaltungssitz befindet sich in Mamsena.  Der Großteil des Territoriums liegt in einer Meereshöhe von unter 500 m, nur das Dorf Subun liegt in einem Bereich von bis zu 700 m. Das Klima teilt sich, wie sonst auch auf Timor, in eine Regen- und eine Trockenzeit.

## Flora
Im Distrikt finden sich Vorkommen von Lontarpalmen, Bambus, Kokospalmen, Teak, Mahagoni und Lamtoro.

## Einwohner
2017 lebten in Westinsana 10.296 Einwohner. 5.214 waren Männer, 5.031 Frauen. Die Bevölkerungsdichte lag bei 87 Personen pro Quadratkilometer. 10.144 Personen bekannten sich zum katholischen Glauben, 138 waren Protestanten. Im Distrikt gab es sieben katholische und zwei protestantische Kirchen.

## Wirtschaft, Infrastruktur und Verkehr
Die meisten Einwohner des Distrikts leben von der Landwirtschaft. Als Haustiere werden Rinder (5.475), Pferde (17), Schweine (3.174), Ziegen (1.146), Enten (2) und Hühner (9.875) gehalten. Auf 1.035 Hektar wird Mais angebaut, auf 80 Hektar Reis, auf 360 Hektar Maniok, auf 58 Hektar Erdnüsse und auf 45 Hektar grüne Bohnen. Weitere landwirtschaftliche Produkte sind Bananen, Mangos, Papayas und Avocados.
In Westinsana gibt es zwölf Grundschulen, drei Mittelschulen und zwei weiterführende Schulen. Zur medizinischen Versorgung stehen ein kommunales Gesundheitszentrum (Puskesmas), zwei medizinische Versorgungszentren (Puskesmas Pembantu) und sechs Hebammenzentren (Polindes) zur Verfügung.
21 Kilometer Straßen sind asphaltiert. Einfache Lehmpisten im Distrikt haben eine Länge von 29,5 Kilometer. Der öffentliche Verkehr wird betrieben durch fünf Kleinbusse, 26 Pick Ups, zwei Lastwagen und 85 Motorrädern.